# Anii 740
Secole: Secolul al VII-lea - Secolul al VIII-lea - Secolul al IX-lea
Decenii: Anii 690 Anii 700 Anii 710 Anii 720 Anii 730 - Anii 740 - Anii 750 Anii 760 Anii 770 Anii 780 Anii 790
Ani: 740 | 741 | 742 | 743 | 744 | 745 | 746 | 747 | 748 | 749